# Réservoir de Montsouris
Le réservoir de Montsouris, achevé en 1874 sous la désignation « réservoir de la Vanne », puis nommé « réservoir de Montrouge, », est l'un des cinq principaux réservoirs d'eau de la ville de Paris. L'ouvrage, implanté dans le 14e arrondissement, alimente en eau toute la partie sud de la ville. Depuis 2010, il est géré par la société Eau de Paris.

## Situation
Le réservoir est situé à l'intérieur d'un quadrilatère formé par l'avenue Reille au sud, la rue de la Tombe-Issoire à l'ouest et la rue Saint-Yves au nord et à l'est. Il est situé dans le quartier du Parc-de-Montsouris qui lui donne son nom[réf. nécessaire]. 

## Histoire

### Construction

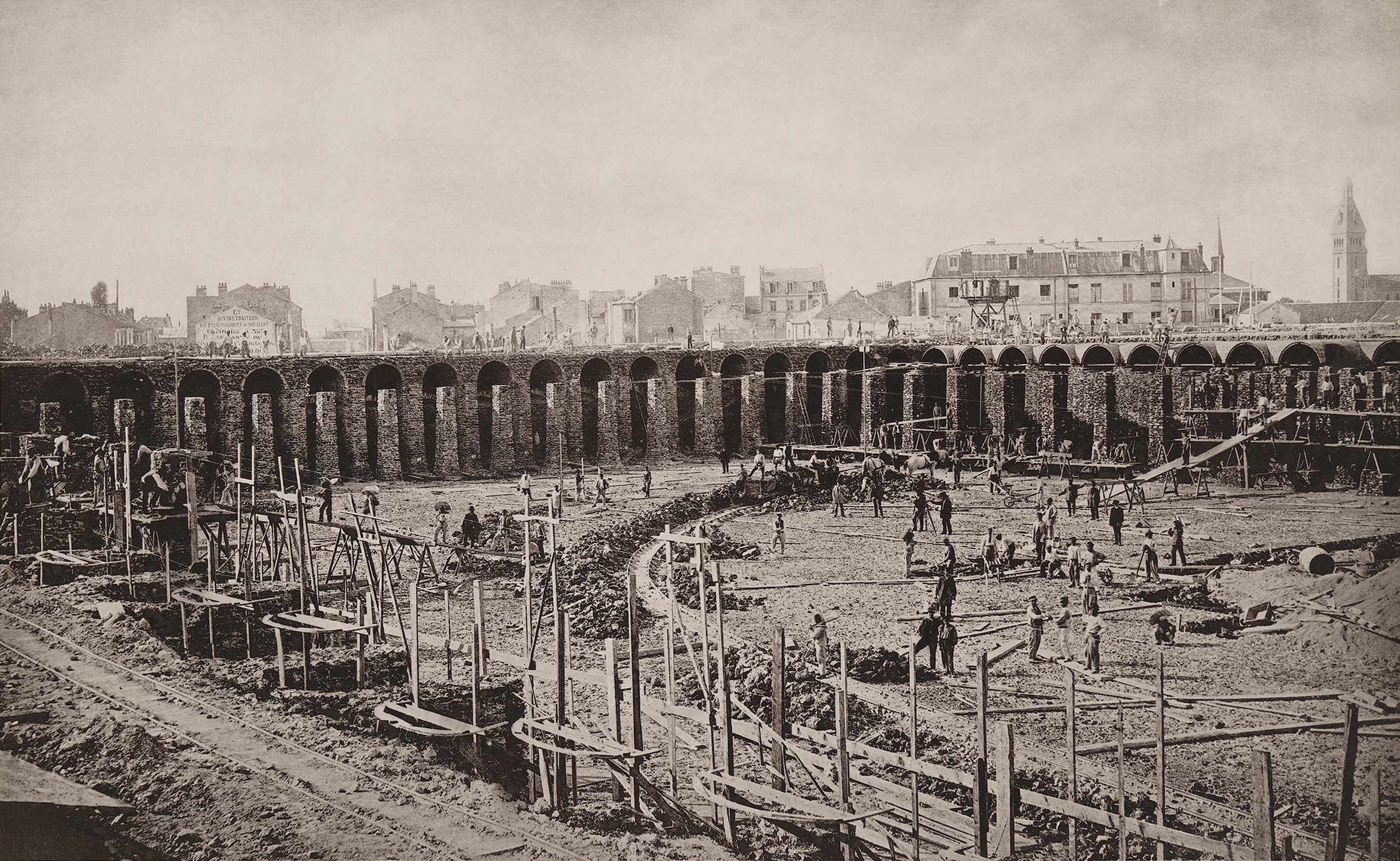
Photographie du chantier de construction, 1869.

Le réservoir de Montsouris est construit entre 1869 et 1874 par l'ingénieur Eugène Belgrand ; les travaux ont été retardés par la guerre franco-prussienne et les troubles de la Commune. Il fait partie d'un ensemble de nouveaux réservoirs qui ont pour but d'améliorer progressivement l'alimentation en eau des Parisiens. Les eaux de la Seine deviennent de plus en plus impropres à la consommation à la fin du XIXe siècle, en raison de leur variation de température saisonnière et du développement industriel et urbain en amont de la capitale. Le réservoir de Montsouris est situé sur un des points élevés du sud de Paris, près du parc Montsouris. Le quartier des Champs-Élysées a été le premier à bénéficier de ses eaux en 1875.

### Consolidations
Bâti sur d'anciennes carrières, le réservoir a suscité le plus grand chantier de consolidations souterraines jusqu'alors réalisé au moment de sa construction. Les travaux ont été supervisés par Octave Keller, futur Inspecteur général des carrières de la Seine. Près de 1 800 piliers maçonnés sont construits afin de soutenir le poids du réservoir et de ses 203 000 m3 d'eau, et cinq cloches de fontis consolidées,,.

## Alimentation et capacité

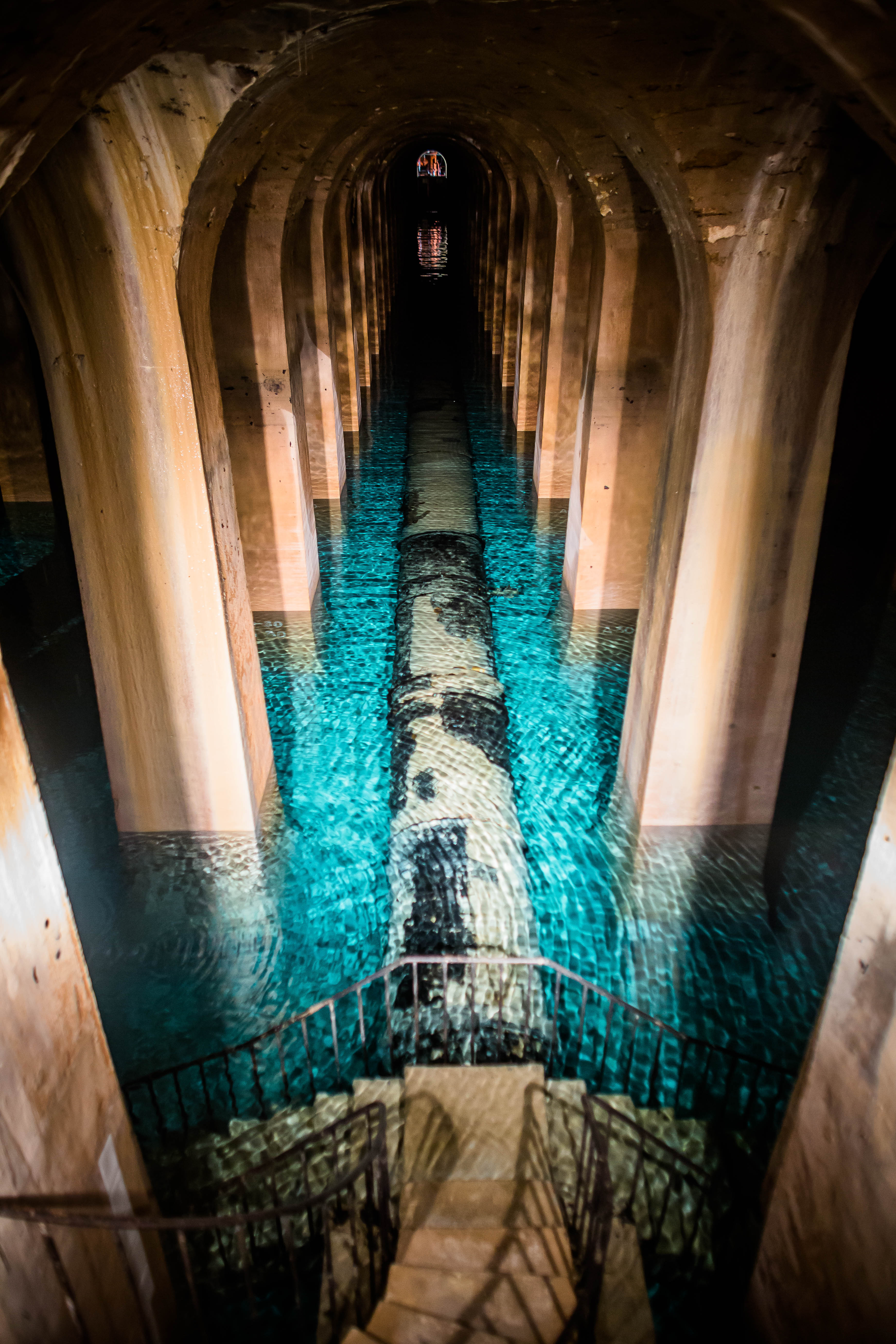
Arrivée d'eau d'une source dans un des bassins du réservoir.

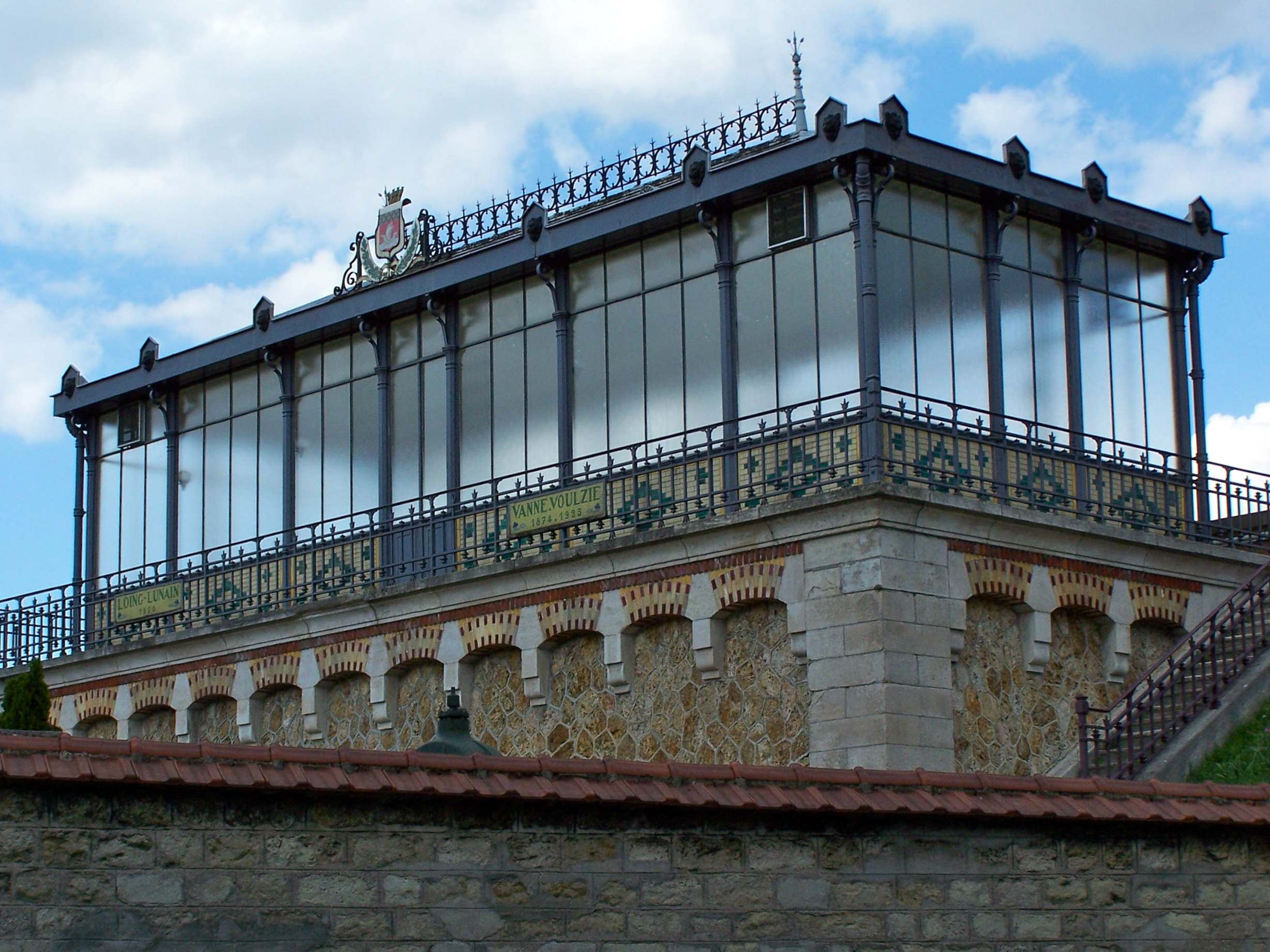
Détail du lanternon principal.

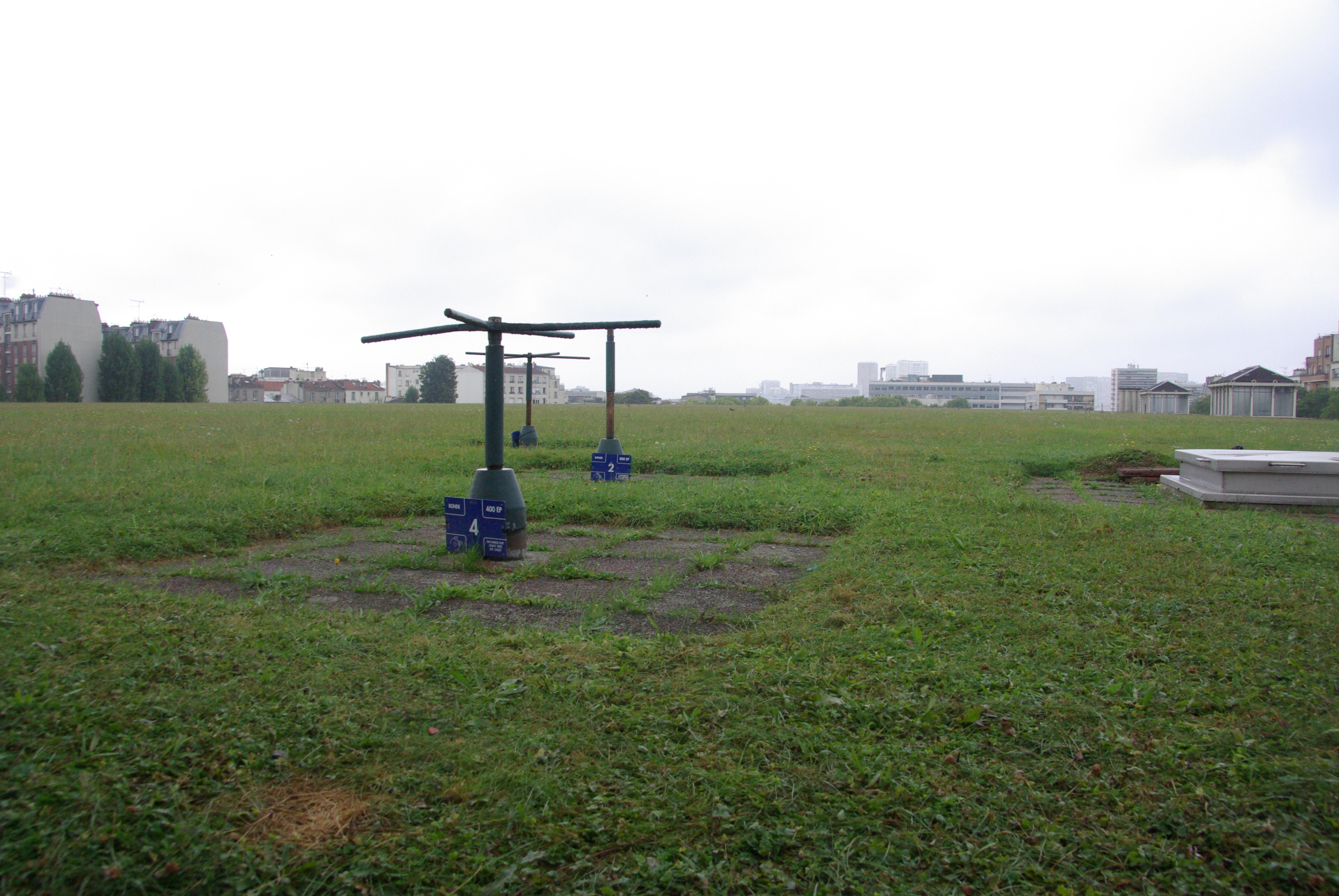
Surface enherbée sur le réservoir.

Le réservoir de Montsouris recueille et stocke l'eau venant de la Vanne à Fontvannes dans l'Aube et des rivières Voulzie et Lunain dans les régions de Provins et de Fontainebleau en Seine-et-Marne. Elles transitent respectivement par les aqueducs d'Arcueil et de Cachan et les aqueducs de la Vanne et du Loing au sud de Paris. Alors que les eaux des aqueducs venaient directement des sources, depuis les années 2000, elles sont préalablement traitées par l'usine de L'Haÿ-les-Roses avant leur stockage à Montsouris pour respecter les normes européennes. Les eaux sont acheminées uniquement par la force gravitaire (sans électricité et pompage) due à la déclivité de la pente des aqueducs sur les 130 km maximum de leurs parcours. 
L'eau arrive dans deux « bâches » (grandes cuvettes) situées dans le lanternon qui surplombe le réservoir, puis est dirigée par des « tulipes » (canalisations verticales) vers le réservoir. Tout au long de son parcours, l'eau est protégée de l'air et circule par gravité, afin de conserver sa température initiale. Le plafond du lanternon a été décoré par Janin Frères et Guérineau, de la manufacture de céramique de Paris : il représente les armoiries de la capitale et les noms des sources qui alimentent le réservoir, ainsi que leurs dates d'entrée en service : Vanne (1874), Loing et Lunain (1900) et Voulzie (1925), même si depuis, les eaux de Vanne ne sont plus reliées au réservoir.

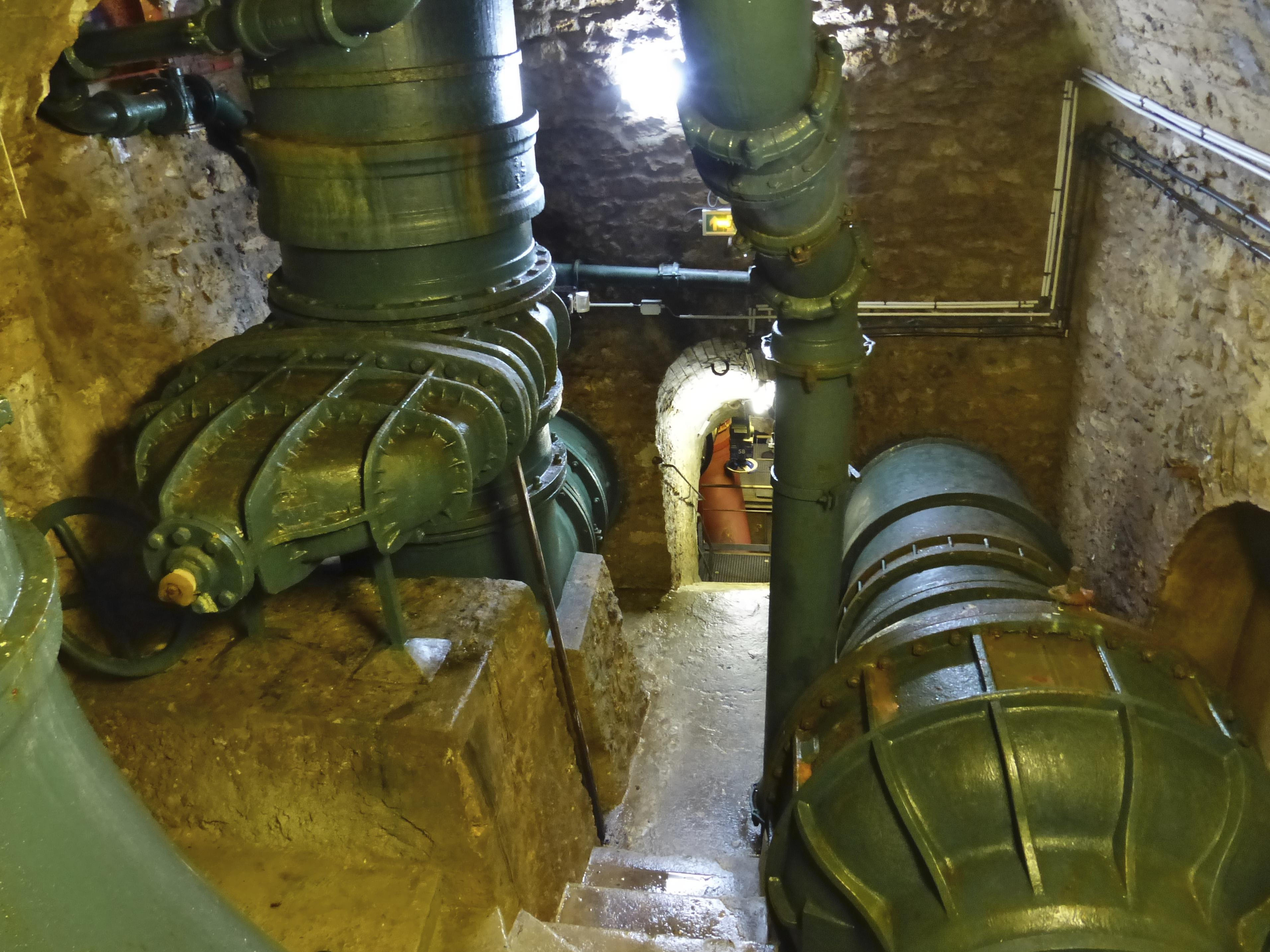
Chambre des vannes.

Construit sous le couvert d'une butte plantée de gazon (trois hectares de pelouse), pour maintenir fraicheur et humidité – l'eau est ainsi maintenue à température constante de 12 °C –, s'étendent deux séries de deux réservoirs superposés et de capacités différentes. Les deux réservoirs supérieurs, qui reçoivent et distribuent l'eau, ont une profondeur de 3,30 m (avec 4 m sous voûte) pour plus de 5 m (avec 7 m sous voûte) pour les réservoirs inférieurs destinés au stockage. D'une longueur de 265 m pour une largeur de 135 m (pour une surface totale des quatre bassins de deux réservoirs de 60 000 m2), il a en 2014 une capacité de stockage de 202 000 m3, ce qui représente un peu plus du tiers théorique de la consommation quotidienne des habitants de Paris (qui est d'environ 550 000 m3 pour 1,1 million de m3 de capacité de stockage total). Il approvisionne en eau 20 % des Parisiens.

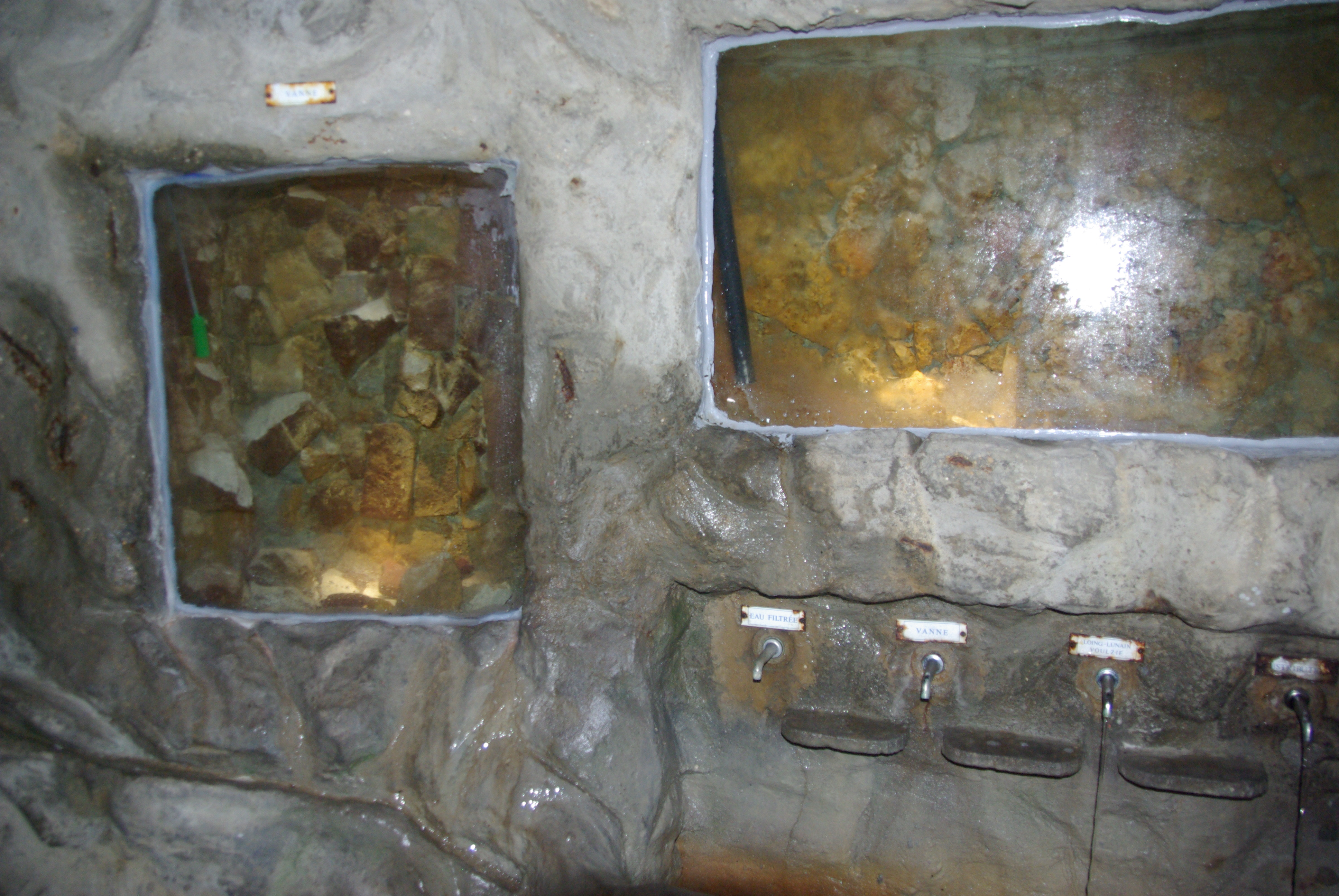
Grotte et truitomètres.

La « grotte » du réservoir est une pièce aux parois faites de faux rochers, où d'anciens aquariums sont installés. Il s'agit de « truitomètres » : en effet, on mesurait la qualité de l'eau en observant le comportement des truites qui y baignaient. Lorsque les poissons donnaient des signes d'affaiblissement, celle-ci était considérée comme polluée. Dans ce cas, l'eau était renvoyée vers les égouts. Cette méthode disparaît en 1996 au profit d'analyses en laboratoire.